# 보성 봉천리 오층석탑
보성 봉천리 오층석탑(寶城 鳳川里 五層石塔)는 대한민국 전라남도 보성군 복내면에 있는 고려시대의 오층석탑이다. 1992년 1월 15일 대한민국의 보물 제1115호로 지정되었다.

## 개요
오동사터에 서있는 탑으로, 2단의 기단(基壇) 위에 5층의 탑신(塔身)을 쌓아 올렸다.
기단은 아래층 기단이 너무 낮아 마치 바닥돌처럼 보인다. 위층 기단의 남쪽 면에는 승려의 모습이 돋을새김되어 있어 흥미롭다. 탑신은 각 층의 몸돌과 지붕돌을 각각 하나의 돌로 새겨 쌓았는데, 1층 몸돌만은 4장의 판판한 돌을 사방으로 세워 구성하였다. 각 층의 몸돌마다 네 모서리에 기둥을 본 뜬 조각이 보이며, 1층 몸돌의 크기에 비해 2층은 눈에 띄게 작아져 있다. 지붕돌은 전체적으로 두터워 보이며, 밑면의 받침을 3층까지는 5단을 유지하다가 4·5층은 4단으로 줄어들어 일정하지 않다. 처마는 네 귀퉁이에서 힘차게 위로 치켜 올려져 있어 시원스럽다.
절을 창건할 당시에 함께 세워진 고려 전기의 작품으로, 위층 기단에서의 독특한 조각이 돋보이고, 전체적으로 좋은 상태로 남아있어 소중한 가치를 지닌다.

## 현지 안내문
탑이란 석가모니의 사리를 모신 일종의 무덤으로 해탈과 열반을 상징하는 불교의 예배물이다.
이곳은 봉갑사의 말사인 오동사지로 고려 현종 7년(1016)에 오동사를 지으면서 이 탑을 세운 것으로 알려지고 있다. 이탑은 이중의 기단을 갖추고 있으며, 보살상과 부연을 본떠 새겼다. 1층 몸체 돌은 4매의 판석으로 만들었는데 특이하게 한곳에만 우주를 표현하였다. 3층까지의 지붕돌 받침은 5단으로 표현하였으나 4층과 5층은 4단으로 줄었으며, 각 층의 지붕 돌은 두텁게 처리되어 있다. 탑의 몸체 돌도 1층을 제외하고 2층부터 갑자기 줄어들면서 균형감을 잃고 있으나 1층의 몸체 돌과 같이 한 곳에만 우주를 표현하고 있는 것이 특징이라 하겠다. 이 탑은 고려시대 초기에 만들어진 것으로 추정된다.

## 같이 보기
- 오층석탑

## 참고 자료
- 보성 봉천리 오층석탑 - 국가유산청 국가유산포털